# Bobo Stenson
Bobo Stenson (Västerås, 1944. augusztus 4. –), svéd dzsesszzongorista. Együttese a Bobo Stenson Trio; Bobo Stenson, zongora; Anders Jormin, basszusgitár és Jon Fält, dobok. A trió négy évtizede működik.

## Pályafutása
Stenson 8 éves korától 15 évig tanult zongorázni Werner Wolftól.
1963-tól Stockholmban vendég amerikaiakat kísért, köztük Sonny Rollinst, Stan Getzet, Gary Burtont. Együttműködött a skandináv trombitás Don Cherryvel is.
Az 1970-es években számos együttessel játszott, többek között egy nagyon népszerű trióval (Arild Andersen és Jon Christensen mellett); később Jan Garbarekkel is. 1988-ban csatlakozott a Charles Lloyd kvartetthez, és 1996 óta Tomasz Stańko combojával jelent meg dzsesszfesztiválokon.

## Lemezek
- Underwear (ECM, 1971)
- The Sounds Around the House (Caprice, 1983)
- Very Early (Dragon, 1986)
- Reflections (ECM, 1993)
- War Orphans (ECM, 1997)
- Serenity (ECM, 1999)
- Goodbye (ECM, 2005)
- Cantando (ECM, 2007)
- Indicum (ECM, 2012)
- Contra la Indecisión (ECM, 2018)

Don Cherry-vel
- Dona Nostra (ECM, 1993)

Jan Garbarekkel
- Sart (ECM, 1971)
- Witchi-Tai-To (ECM, 1973)
- Dansere (ECM, 1975)

Charles Lloyddal
- Fish Out of Water (ECM, 1989)
- Notes from Big Sur (ECM, 1991)
- The Call (ECM, 1993)
- All My Relations (ECM, 1994)
- Canto (ECM, 1996)

Red Mitchell-lel
- One Long String (Mercury, 1969)

Rena Rama-val
- Jazz I Sverige (Caprice, 1973)
- Landscapes (JAPO, 1977)
- Inside – Outside (Caprice, 1979)
- Live (Organic, 1983)
- New Album (Dragon, 1986)
- Rena Rama with Marilyn Mazur (Dragon, 1989)
- The Lost Tapes (Amigo, 1998) with Kenny Wheeler & Billy Hart

George Russell-lel
- Listen to the Silence (Soul Note, 1971)

Terje Rypdal-lal
- Terje Rypdal (ECM, 1971)

Tomasz Stańkoval
- Bossanova and Other Ballads (Gowi, 1993)
- Matka Joanna (ECM, 1994)
- Leosia (ECM, 1996)
- Litania: Music of Krzysztof Komeda (ECM, 1997)
- Thomas Strønen-nel

## Filmek
- IMDb